# 印度国家证券交易所
印度国家证券交易所是位于印度孟买的证券交易所，為該國第二大证券交易所 。NSE由一系列的印度主要金融机构、银行、保险公司和其他金融中介实际拥有，但作为单独实体经营运作。2005年，NSE VSAT终端总数2799，覆盖印度超过超过320个城市。2006年3月，NSE市场股本总额438077亿印度卢比，成为南亚第二大股票市场.

## 市场
目前，NSE有下列资本市场的主要segments：
- Equity
- 期货和期权
- 零售债务市场
- 批发债务市场

## 证明
NSE 举办网上考试和并且根据在它金融市场上的程序授予证明(NCFM)（页面存档备份，存于）。目前，证明有9个模块，覆盖了金融市场和资本市场不同的部分。NSE 的分支遍及印度。